# San Miguel (manzana)
San Miguel es el nombre de una variedad cultivar de manzano (Malus domestica). Esta manzana está cultivada en la colección de la Estación Experimental Aula Dei (Zaragoza) con n.º de accesión "2579". Es originaria de la Comunidad autónoma de La Rioja, actualmente ha decaído su cultivo de interés comercial, en detrimento del cultivo de variedades selectas foráneas.

## Sinónimos
- "Manzana San Miguel".[6]

## Historia
'San Miguel' es de origen desconocido, se la considera autóctona de la comunidad autónoma de La Rioja.
'San Miguel' está considerada incluida en las variedades locales autóctonas muy antiguas, cuyo cultivo se centraba en comarcas muy definidas. Se caracterizaban por su buena adaptación a sus ecosistemas y podrían tener interés genético en virtud de su adaptación. Se encontraban diseminadas por todas las regiones fruteras españolas, aunque eran especialmente frecuentes en la España húmeda. Estas se podían clasificar en dos subgrupos: de mesa y de sidra (aunque algunas tenían aptitud mixta).
'San Miguel' es una variedad clasificada como de mesa; difundido su cultivo en el pasado por los viveros comerciales y cuyo cultivo en la actualidad se ha reducido a huertos familiares y jardines privados.

## Características
El manzano de la variedad 'San Miguel' tiene un vigor medio; porte desplegado, con vegetación muy tupida; tubo del cáliz ancho o mediano, triangular o alargado en forma de cono o de embudo con tubo largo, y con los estambres insertos bajos, pistilo fuerte. Tiene un tiempo de floración tardío que comienza a partir del 10 de mayo con el 10% de floración, para el 16 de mayo tiene una floración completa (80%), y para el 25 de mayo tiene un 90% de caída de pétalos.
La variedad de manzana 'San Miguel' tiene un fruto de tamaño grande; forma ancha globosa cónica, con contorno irregular, oblongo o elíptico, casi siempre rebajado de un lado; piel lisa, levemente untuosa, acharolada; con color de fondo amarillo, importancia del sobre color alto, siendo el color del sobre color rojo, siendo su reparto en chapa moteado, presenta chapa extensa que cubre 3/4 partes del fruto en color rojo intenso, con un punteado espaciado, ruginoso o blanco que se hace vistoso sobre la chapa coloreada, y con una sensibilidad al "russeting" (pardeamiento áspero superficial que presentan algunas variedades) muy débil; pedúnculo largo, fino, , anchura de la cavidad peduncular media, profundidad cavidad pedúncular poco profunda, con fondo verde o entremezclado con canela, bordes irregulares, a veces de tangente inclinada, con frecuencia aparecen unas depresiones desde el fondo, y con una importancia del "russeting" en cavidad peduncular muy débil; anchura de la cavidad calicina mediana, profundidad de la cavidad calicina profunda y en forma de cubeta, bordes lisos, importancia del "russeting" en cavidad calicina ausente; ojo pequeño, cerrado o entreabierto; sépalos cortos y triangulares, con las puntas vueltas hacia fuera.
Carne de color blanco crema con tintes verdosos; textura con firmeza blanda, jugosa; contenido en azúcares medio sabor dulce, acidez muy baja, perfumada, excelente; corazón pequeño, bulbiforme, levemente marcado por las líneas del corazón. Eje abierto o solamente agrietado. Celdas pequeñas; semillas pequeñas.
La manzana 'San Miguel' tiene una época de maduración y recolección tardía, su recolección se lleva a cabo a mediados de octubre, en La Rioja. Se usa como manzana de mesa fresca. Aguanta conservación en frío hasta cuatro meses.